# Roger Barton
Roger Barton (Yorkshire, 25 de septiembre de 1946 - ibídem, 4 de noviembre de 2013) fue un futbolista profesional inglés que jugaba en la demarcación de extremo.

## Biografía
Roger Barton debutó como futbolista profesional en 1963 a los 17 años de edad con el Wolverhampton Wanderers FC. Tras una temporada en el club fichó por el Lincoln City FC durante dos temporadas. Posteriormente jugó para el Barnsley FC, donde jugó 55 partidos en los que marcó tres goles. También jugó para el Worcester City FC y finalmente para el Brierley Hill Alliance FC, donde se retiró en 1972. 
Roger Barton falleció el 4 de noviembre de 2013 en Yorkshire a los 67 años de edad.

## Clubes
| Club                       | País       | Año         | Partidos | Goles |
| -------------------------- | ---------- | ----------- | -------- | ----- |
| Wolverhampton Wanderers FC | Inglaterra | 1963 - 1964 | 0        | 0     |
| Lincoln City FC            | Inglaterra | 1964 - 1966 | 28       | 1     |
| Barnsley FC                | Inglaterra | 1966 - 1970 | 55       | 3     |
| Worcester City FC          | Inglaterra | 1970 - 1972 | ¿?       | 3     |
| Brierley Hill Alliance FC  | Inglaterra | 1972 - 1973 | ¿?       | ¿?    |